# Staurois tuberilinguis
Staurois tuberilinguis (von griech. stauros = Pfahl, Kreuz, lat. tuber = Knolle, und lat. lingua = Zunge) ist eine Art der Gattung Staurois aus der Familie der Echten Frösche. Im englischen wird er Green-spotted rock frog genannt, also grüngefleckter Steinfrosch.
Lange Zeit galten Staurois parvus und Staurois tuberilinguis als eine Art. Erst 2007 wurde Starois parvus wieder aus Staurois tuberilinguis ausgegliedert, da sich die beiden Arten vor allem in der Größe, aber auch phylogenetisch unterscheiden.

## Merkmale
Er ist kleiner als Staurois natator und seine Haut ist rauer. Auch verfügt er auf dem Rücken über Reihen von Warzen. Die Körperlänge beträgt bei Männchen bis 25 und bei Weibchen 35 mm.
Nach Matsui haben Männchen eine Kopf-Rumpf-Länge von 27 bis 31 und Weibchen zwischen 33 und 38 mm. Sie haben einen schlanken Kopf mit spitzer Schnauze. Der vierte Finger ist auffallend kurz, worin sie sich von anderen Staurois-Arten unterscheiden. Das Pflugscharbein verfügt nicht über Zähne. Zungenpapillen sind vorhanden.
Die Eier sind farblos.

## Verbreitung
Die Art kommt endemisch auf Borneo vor. Bisher wurde sie in Höhen von 150 bis 1800 Metern angetroffen, unter 500 aber sehr selten. In felsigen Bächen sind oft größere Zahlen anzutreffen.
Die Art ist laut Roter Liste nahe an einer Gefährdung (NT, Near Threatened). Sie ist relativ weit verbreitet, aber ihr Vorkommen ist an ungestörte Wälder entlang großer Flüsse gebunden. Ihr gesamtes Verbreitungsgebiet wird daher auf nicht mehr als 2000 km² geschätzt. Die Größe und Qualität ihres Lebensraumes wird vermutlich aufgrund der Abholzung des Regenwalds abnehmen.

## Habitat
Staurois tuberilinguis lebt sowohl in flachen als auch in bergigen Regenwäldern und Binnenfeuchtgebieten meist an Ufern von klaren, schnellfließenden, felsigen Bächen. Sie sitzen wie andere Staurois-Arten oft auf Felsen und Steinen, bevorzugt in Stromschnellen. Die Ablage der Eier erfolgt ebenso in schnell fließenden Gewässern. Er wurde auch in Laubblatthaufen an ruhigen Bachstellen angetroffen.